# Вулиця 23 Серпня (Харків)
Ву́лиця 23 Се́рпня — вулиця міста Харкова, яка починається від вулиці Клочківської, проходить через все Павлове Поле та з'єднується з вулицею Отакара Яроша біля Саржиного Яру. Довжина 2,5 км. Заснована в 1959 р. Перша назва — Центральна вулиця, оскільки планувалася головною вулицею житлового масиву Павлове Поле. Нинішню назву отримала 20 серпня 1963 року. 29 березня 1967 року до її складу увійшла як продовження Мало-Очаківська вулиця (первинна назва — Ново-Проєктна вулиця).

## Історія
Вулиця названа на честь дати визволення міста від нацистів у 1943 році з позиції радянської пропаганди — 23 серпня. Насправді ж бої в межах Харкова припинилися тільки 30 серпня.
Напередодні визволення міста нацисти спішно почали будувати оборонні укріплення на північній околиці Харкова, в тому числі і в районі Клочківської, тобто в західній частині нинішньої вулиці 23 Серпня. Тут, в день штурму міста, бійці 183-ї Харківської стрілецької дивізії в жорстокому бою зламали оборону нацистів та увійшли в місто.
Через 16 років, у 1959 році, на плані міста, на місці колишніх боїв, з'явилася вулиця 23 Серпня. Її виникнення було пов'язано з будівництвом житлового масиву на Павловому Полі.
Уздовж плавно зігнутого північно-східного боку вулиці розташовані шість чотирнадцятиповерхового будинків «точкового» типу (архітектори В. С. Васильєв, Г. М. Соколовський, Г. І. Іванова, Л. Н. Лоєвська, Л. М. Тюльпа, 1965—1977). Їх об'єднують прибудовані одноповерхові магазини і підприємства побутового обслуговування. Перспективу ряду корпусів замикає будівля кінотеатру імені О. П. Довженко на 800 місць, що був побудований у 1969 р. трестом «Житлобуд-1» за типовим проектом 264-13-1 (ЦНДІЕП видовищних будівель та спортспоруд, арх. Бубнов М., Лазарєв В., Семейкін І., Тер-Степанов Е., інж. Немировський В.), реконструйований у 2004—2005 рр..

## Пам'ятки

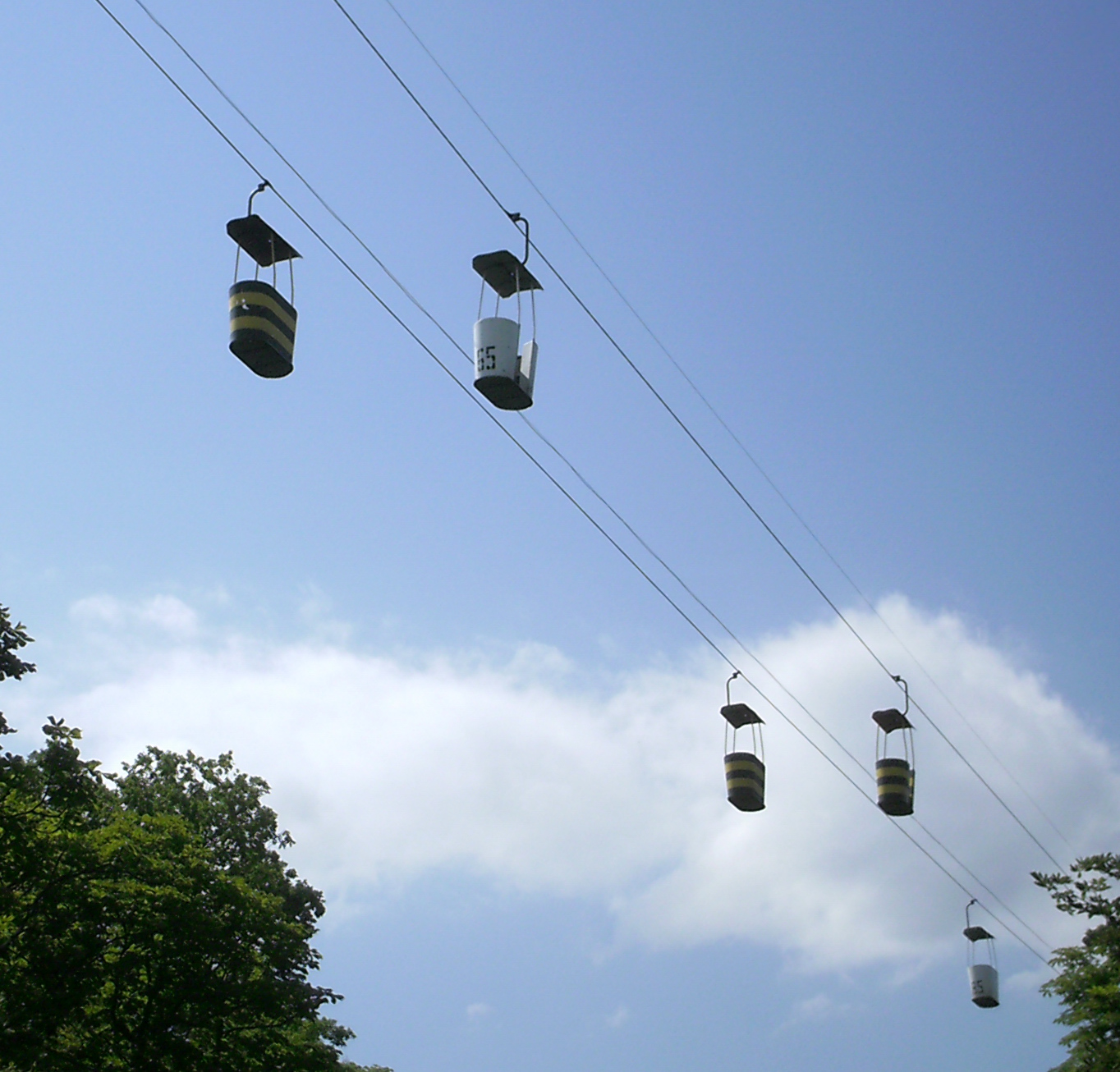
Канатна дорога. Вид знизу

- Пам'ятник Воїну-визволителю (1981)
- Бульвар за пам'ятником. Біля входу розташовані дві гармати ЗІС-2
- Кінотеатр ім. Довженка
- Наприкінці вулиці, на Отакара Яроша, розташована посадкова станція підвісної канатної дороги Павлове Поле — Центральний парк

## Транспорт
По вулиці проходить багато маршрутів автобусів і один маршрут тролейбуса — 12 (вул. Клочківська — вулиця Рудика).
21 серпня 2004 року була відкрита станція метро «23 Серпня» Олексіївської лінії.